# Bršljanovec
Bršljanovec, tudi Suhi potok, je povirni pritok potoka Želimeljščica, ki izvira v Želimeljski dolini nad juhovzhodnim robom Ljubljanskega barja. Želimeljščica se severno od Iga kot desni pritok izliva v reko Iščico, ki se nato izliva v Ljubljanico.